# Station Sedan
Station Sedan is een spoorwegstation in de Franse gemeente Sedan.
Het wordt bediend door:
- TGV: naar Paris-Est
- TER Champagne-Ardenne en TER Lorraine: naar Reims, Longwy, Metz-Ville en Charleville-Mézières.

De spoorverbindingen met Verdun en Bouillon zijn opgedoekt.
Het station werd heringericht in 2007.